# プラウマンズランチ

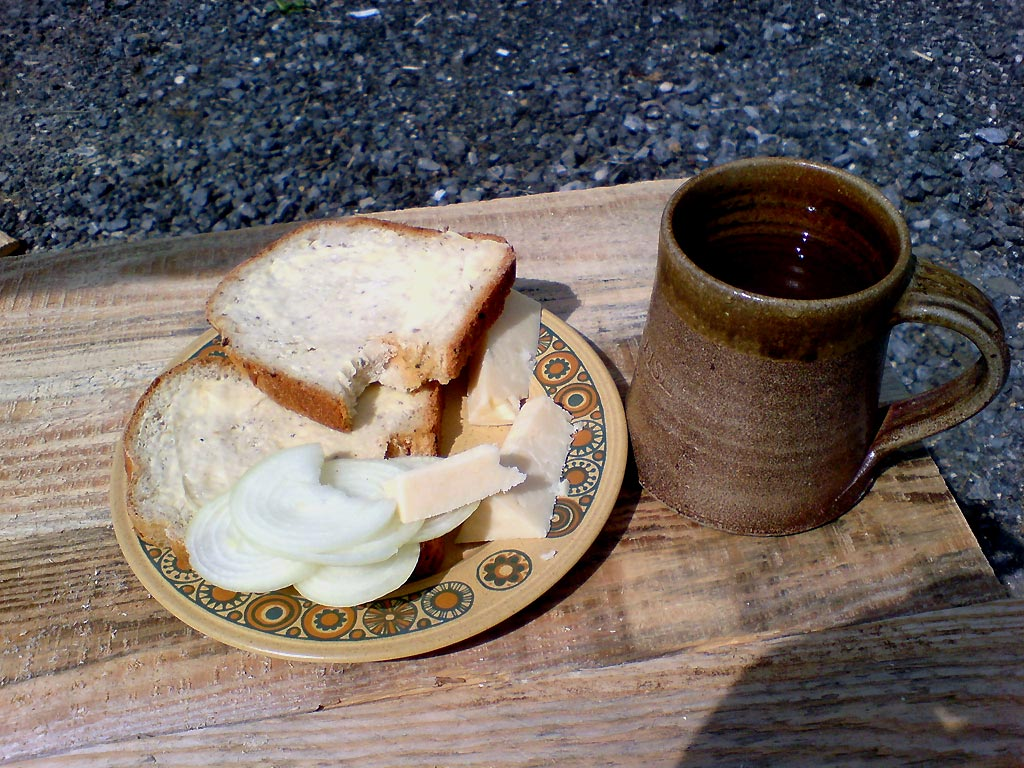
プラウマンズランチの例
パン、バター、スライスオニオン、チーズとシードル

プラウマンズランチ、またはプラウマンズ・ランチ（英語: Ploughman's lunch）はイングランド料理。イギリスのパブでよく提供される料理。日本で言うところの定食のイメージに近い。
特に定まった食材や調理法があるわけではなく、パン、チーズ、ハム、ピクルス、レタスやトマトなどの生野菜、リンゴなどをワンプレートで提供する。またパブでの提供であるため、ビール、エールと共に提供されることも多い
「プラウ（英: plough、plow）」は土壌を耕起する農具であり、「プラウマン」はプラウを牽かせた馬を引く人の意であり、プラウマンズランチは「農夫の昼食」の意となる。
プラウマンズランチそのものは14世紀の書物にも記述が確認できる料理であるが、パブで提供されるようになったのは1950年代半ばごろであり、1960年代にチーズの販促キャンペーンとして「プラウマンズランチ」をパブで食べることを宣伝したために広まったとされる。1983年公開のドラマ映画『プラウマンズ・ランチ』の冒頭でも、主人公がパブでプラウマンズランチを食べながら、由来について話す場面がある。